# António Baticã Ferreira
António Baticã Ferreira (Canghungo, colònia de Guinea Portuguesa, 1939) és un poeta en llengua portuguesa. Membre de l'ètnia dels manjacs (actual Guinea Bissau), va estudiar a París i es llicencià en medicina a la Universitat de Lausana. Va exercir com a metge a l'hospital de Santa Maria de Lisboa.
Ha escrit diversos poemes, que actualment es troben dispersos en diverses publicacions franceses, com La Tribune Internacional des Poètes, L'Afrique Nouvelle i La Croix i les portugueses Poesia & Ficção, Diário Popular i Debate.